# Phareelle Onoyan
Phareelle Onoyan, née le 26 août 1991, est une actrice française.

## Biographie
Elle prend des cours à l'école de théâtre « Les enfants terribles », de Jean-Bernard Feitussi, de 2010 à 2012. Elle interprète durant 8 ans et 5 saisons le rôle de Carmen dans la série Mafiosa, entre l'âge de 14 et 22 ans.

## Filmographie

### Cinéma
- 2002 : L'Art (délicat) de la séduction: (?) [3]
- 2002 : Grégoire Moulin contre l'humanité : (?) [3]
- 2005 : Les Enfants : Camille
- 2006 : Lapin aux cèpes : Camille
- 2014 : Trajectoires : Nina
- 2017 : K.O. : Inès
- 2018 : Volontaire : la fille du Commandant Rivière

### Télévision
- 2006-2014 : Mafiosa : Carmen Paoli
- 2015 : X Company (1 épisode) : Claire
- 2017 :  Versailles (3 épisodes) : Isabelle